# DMR

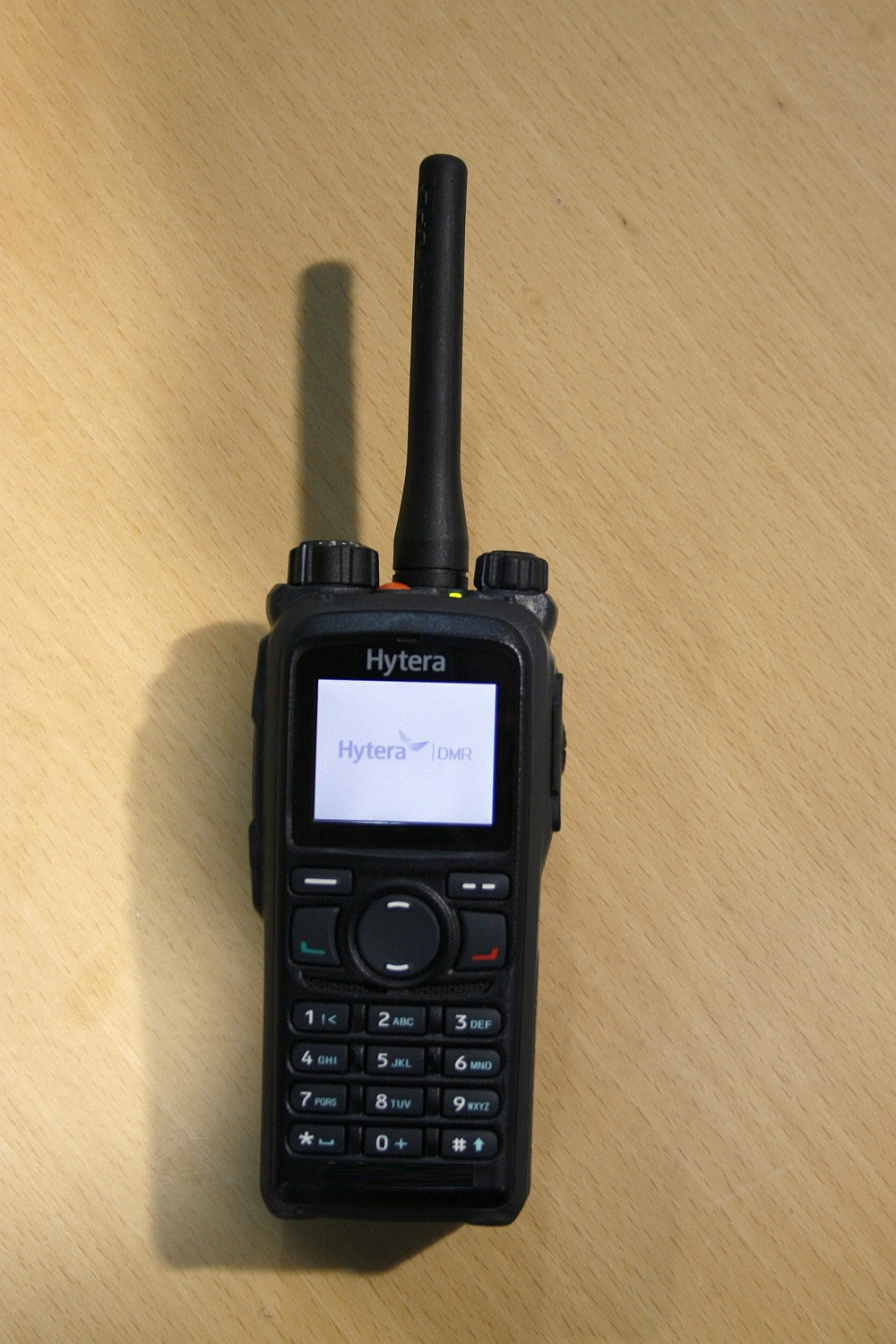
DMR nivell III, Hytera PD785

DMR o ràdio mòbil digital, és un estàndard de ràdio digital per a la transmissió de veu i dades en xarxes de ràdio no públiques. Va ser creat per l'European Telecommunications Standards Institute (ETSI), i està dissenyat per ser de baix cost i fàcil d'utilitzar. DMR, juntament amb P25 fase II i NXDN són les principals tecnologies competidores per aconseguir 6,25 Ample de banda equivalent a kHz utilitzant el vocoder AMBE+2 propietari. DMR i P25 II utilitzen TDMA de dues ranures en un 12.5 canal kHz, mentre que NXDN utilitza 6,25 discrets Canals kHz que utilitzen la divisió de freqüència i TETRA utilitza un TDMA de quatre ranures en un canal de 25 kHz.
DMR es va dissenyar amb tres nivells. Els nivells I (sense llicència) i II (sense llicència convencional) de DMR es van publicar per primera vegada el 2005, i el DMR III (versió trunked) es va publicar el 2012, amb fabricants produint equips al poc temps de cada publicació.
L'objectiu principal de l'estàndard és especificar un sistema digital amb baixa complexitat, baix cost i interoperabilitat entre marques, de manera que els compradors de comunicacions de ràdio no estiguin bloquejats en una solució patentada.

## Especificacions

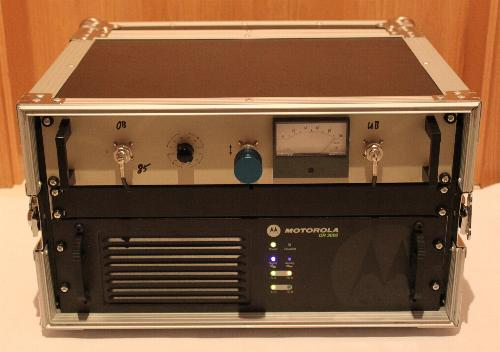
Estació base DR3000 + duplexor d'antena, muntada a punt per al seu ús

La interfície DMR està definida pels següents estàndards ETSI:
- TS 102 361-1: Protocol d'interfície d'aire
- TS 102 361-2: Veu i Serveis i instal·lacions generals
- TS 102 361-3: Protocol de dades
- TS 102 361-4: Protocol d'enllaç

L'estàndard DMR funciona dins de l'existent 12.5 L'espaiat de canals kHz s'utilitza a les bandes de freqüència mòbil terrestre a nivell mundial, però aconsegueix dos canals de veu mitjançant la tecnologia TDMA de dues ranures construïda al voltant d'una estructura de 30  ms. La modulació és FSK de 4 estats, que crea quatre símbols possibles a l'aire a una velocitat de 4.800 símbols/s, corresponents a 9.600 bit/s. Després de la sobrecàrrega, la correcció d'errors cap endavant i la divisió en dos canals. Queden 2.450 bit/s per a un sol canal de veu amb DMR, en comparació amb 4.400 bit/s utilitzant P25 i 64.000 bit/s amb circuits telefònics tradicionals.
Els estàndards encara estaven en desenvolupament (a finals de 2015) i es fan revisions regularment a mesura que es despleguen més sistemes i es descobreixen millores. És molt probable que es realitzin millores addicionals a l'estàndard, fet que requerirà actualitzacions de firmware als terminals i la infraestructura en el futur per aprofitar aquestes noves millores, amb possibles problemes d'incompatibilitat si no es fa.
DMR cobreix el rang de RF 30 MHz a 1 GHz.
Hi ha implementacions de DMR (a principis de 2016) que funcionen fins a 66 MHz (dins de la Unió Europea, en "VHF de banda baixa" 66–88 MHz.)

## Nivells DMR

### DMR Nivell I
Els productes DMR Tier I es poden utilitzar sense llicència a la banda europea PMR446. Els productes de nivell I només s'especifiquen per a ús que no siguin d'infraestructura (és a dir, sense l'ús de repetidors). Aquesta part de l'estàndard preveu aplicacions de consum i aplicacions comercials de baixa potència, utilitzant un màxim de 0,5 watts de potència de RF.
Tingueu en compte que no hi ha una assignació gratuïta de llicències en aquesta freqüència fora d'Europa, la qual cosa significa que les ràdios PMR446, incloses les ràdios DMR Tier I, només es poden utilitzar legalment a altres països un cop l'operador obtingui una llicència de ràdio adequada.
Algunes ràdios DMR venudes per fabricants xinesos (sobretot Baofeng ) s'han etiquetat erròniament com a DMR Tier I. Una ràdio DMR Tier I només utilitzaria la llicència PMR446 – freqüències lliures, i tindria una potència de transmissió màxima de 0,5 watts tal com ho requereix la llei per a totes les ràdios PMR446.
Tot i que l'estàndard DMR permet que les ràdios DMR de nivell I utilitzin el mode de transmissió contínua, totes les ràdios de nivell I conegudes actualment utilitzen TDMA, el mateix que el nivell II. Probablement això es deu a l'estalvi del 40% de la bateria que comporta transmetre només la meitat del temps en lloc de contínuament.

### DMR Nivell II
DMR Tier II cobreix sistemes de ràdio convencionals amb llicència, mòbils i portàtils manuals que operen en bandes de freqüència PMR de 66 a 960 MHz. L'estàndard ETSI DMR Tier II està dirigit a aquells usuaris que necessiten eficiència espectral, funcions de veu avançades i serveis de dades IP integrats en bandes amb llicència per a comunicacions d'alta potència. Diversos fabricants tenen al mercat productes compatibles amb DMR Tier II. ETSI DMR especifica dues ranures TDMA a 12.5 Canals kHz per als nivells II i III.

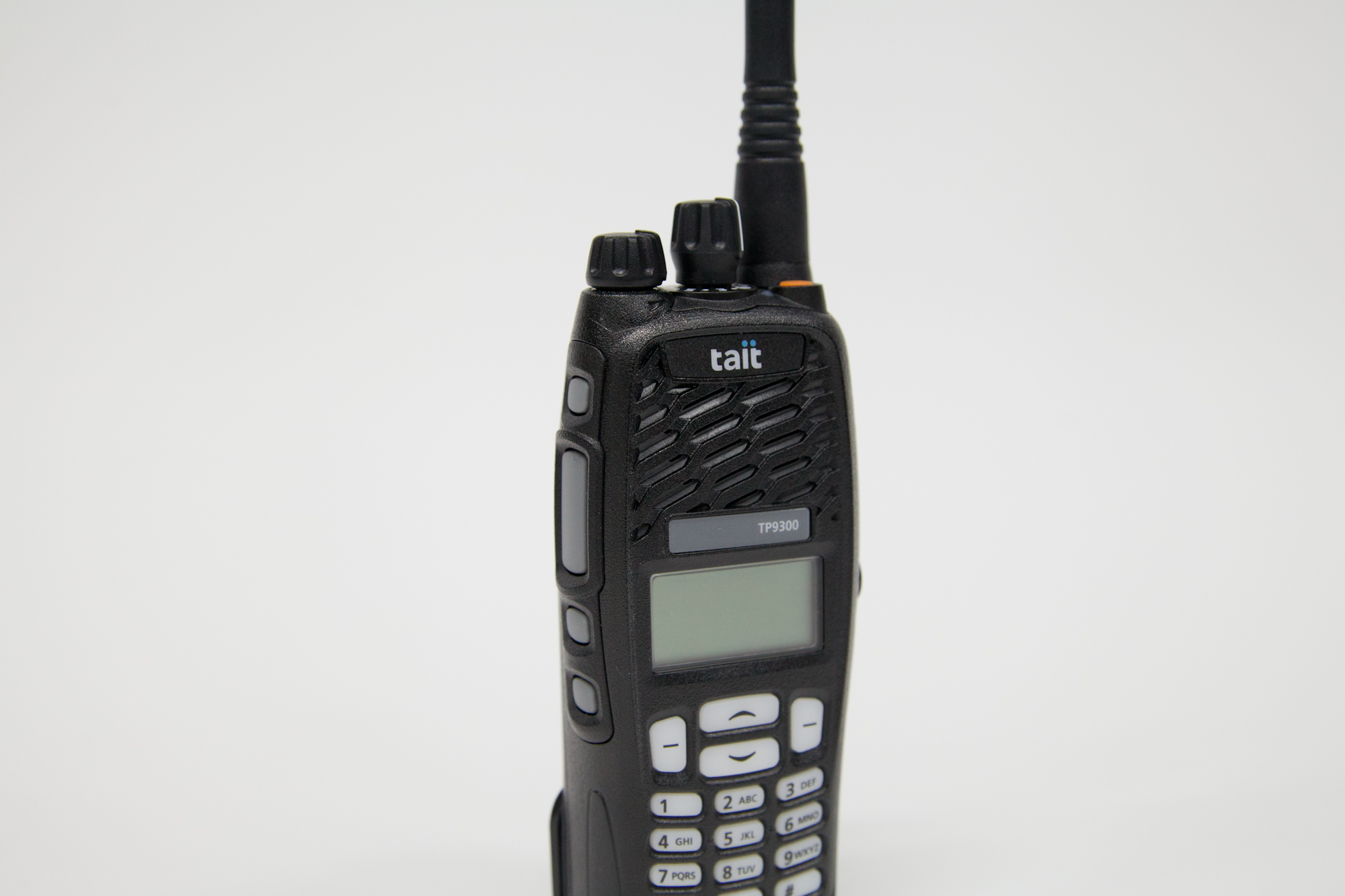
Un transceptor compatible amb l'estàndard de ràdio digital DMR Tier III.

### DMR Nivell III
DMR Tier III cobreix l'operació de troncals a les bandes de freqüència 66-960 MHz. El nivell III admet la gestió de missatges curts i de veu similar a TETRA amb missatgeria d'estat de 128 caràcters integrats i missatgeria curta amb fins a 288 bits de dades en diversos formats. També admet el servei de paquets de dades en diversos formats, inclòs el suport per a IPv4 i IPv6. Els productes compatibles amb el nivell III es van llançar el 2012. L'abril de 2013, Hytera va participar en la finalització de la prova d'interoperabilitat (IOP) DMR Tier III.

## Associació DMR
El 2005, es va formar un memoràndum d'entesa (MOU) amb possibles proveïdors de DMR, inclosos Tait Communications, Fylde Micro, Selex, Motorola, Hytera, Sanchar Communication, Vertex Standard, Icom, Kenwood, per tal d'establir estàndards comuns i interoperabilitat. Tot i que l'estàndard DMR no especifica el vocoder, els membres del MOU van acordar utilitzar el vocoder DVSI Advanced Multi-Band Excitation (AMBE) per garantir la interoperabilitat. El 2009, els membres del MOU van crear l'Associació DMR per treballar en la interoperabilitat entre els equips dels venedors i per proporcionar informació sobre l'estàndard DMR. Des del 2010 s'estan duent a terme proves d'interoperabilitat formals. Els resultats es publiquen al lloc web de l'Associació DMR, que té uns 40 membres DMR associats.
L'estàndard permet als fabricants de DMR implementar funcions addicionals a la part superior dels estàndards, cosa que ha provocat problemes pràctics de no interoperabilitat entre marques, en contravenció del MOU DMR.

## Ús per radioaficionats
DMR s'utilitza a les bandes de ràdio amateur VHF i UHF, iniciades per DMR-MARC al voltant de 20 La FCC va aprovar oficialment l'ús de DMR per aficionats als EUA el 2014. En els espais d'aficionats, RadioID Inc assigna i gestiona els números d'identificació DMR coordinats. La seva base de dades coordinada es pot carregar a les ràdios DMR per mostrar el nom, l'indicatiu de trucada i la ubicació d'altres operadors. Els sistemes enllaçats a Internet com ara DV Scotland Phoenix Network, la xarxa BrandMeister, TGIF, FreeDMR i diversos altres (inclosos diversos clústers anteriorment tancats que ara es connecten a xarxes més grans per facilitar l'accessibilitat d'àrea àmplia), permeten als usuaris comunicar-se amb altres usuaris d'arreu del món. mitjançant repetidors connectats o "punts d'accés" DMR sovint basats en l'ordinador de placa única Raspberry Pi. Actualment hi ha més de 5.500 repetidors i 16.000 "hotspots" vinculats al sistema BrandMeister a tot el món. El baix cost i la creixent disponibilitat dels sistemes connectats a Internet ha provocat un augment de l'ús de DMR a les bandes de ràdio amateur. Alguns punts d'accés DMR basats en Raspberry Pi, sovint els que executen el programa Pi-Star, permeten als usuaris connectar-se a diverses xarxes DMR enllaçades a Internet alhora. Els punts d'accés DMR sovint es basen en el mòdem de veu digital multimode de codi obert, o MMDVM, maquinari amb microprograma desenvolupat per Jonathan Naylor.

## Encriptació
L'encriptació no es va definir a les versions inicials de l'estàndard DMR, de manera que cada fabricant de ràdio DMR va afegir el seu propi protocol d'encriptació. Per tant, aquests primers protocols d'encriptació són incompatibles entre si. Per exemple, el xifratge Basic Encrypt d'Hytera és completament incompatible amb el xifratge Basic Encrypt de Motorola o el xifratge Basic Encrypt de Tytera.
La DMRA gestiona ara un esquema interoperable d'encriptació de veu i dades per a DMR. Es defineixen les opcions ARC4 de 40 bits, DES de 64 bits, AES de 128 i 256 bits. Aquests esquemes d'encriptació són interoperables entre fabricants i admeten l'entrada tardana de trucades de veu, múltiples claus i sense cap degradació perceptible de la qualitat de la veu.
S'han llançat alguns algorismes d'encriptació DMR, com ara el PC4 llançat el 2015 amb codi font disponible. És un xifratge de blocs dissenyat específicament per a sistemes de radiocomunicació DMR. Utilitza 253 rondes i la mida de la clau pot variar de 8 bits a 2112 bits. La mida del bloc és de 49 bits, la mida exacta d'un marc de veu AMBE+ DMR.
Hi ha disponible un microprograma que implementa el xifratge PC4 per a les ràdios Tytera MD-380 i MD-390.
Tot i que la majoria dels protocols d'encriptació DMR són propietaris i no públics, hi ha una mica d'informació que es pot utilitzar per definir els diferents modes d'encriptació que existeixen: les trames AMBE es xifren amb una clau després de digitalitzar el senyal analògic. I a la recepció es desencripten les trames AMBE amb la mateixa clau i només aleshores es fa la conversa digital-analògica.
En el mode bàsic de Motorola hi ha en realitat 255 tecles fixes. Aquesta és una clau d'1 caràcter. Per exemple, la clau número 1 del xifratge bàsic de Motorola és: 1F001F001F0000 Això vol dir que cada fotograma AMBE de 49 bits està xifrada per XOR amb la clau 1F001F001F0000.
El mode bàsic d'altres fabricants ofereix tecles de 10, 32 o 64 caràcters per produir una cadena fixa de 882 bits de caràcters aleatoris que seran XOR amb trames AMBE. Però en lloc de xifrar cada fotograma AMBE amb una clau fixa, un superframe sencer es xifra amb aquesta cadena fixa. Un superframe conté 18 trames AMBE, és a dir, 882 bits, i són aquests 882 bits els que es xifraran amb aquesta cadena fixa de 882 bits.
El mode d'encriptació PC4 xifra tota una trama de 49 bits en mode ECB. Un únic bit que difereix fa que tot el bloc xifrat sigui completament diferent.
Per al mode millorat (ARC4) o avançat (AES), també s'encripta un superframe complet, però s'afegeix un IV de 32 bits (vector d'inicialització). Així, cada superframe es xifrarà de manera diferent. I hi ha 2^32 (2 potència 32) possibles vectors d'inicialització. Gràcies al vector d'inicialització, el xifratge ja no es fixa per a la mateixa clau, sinó que canvia amb cada superframe.